# Vierkamerhuis

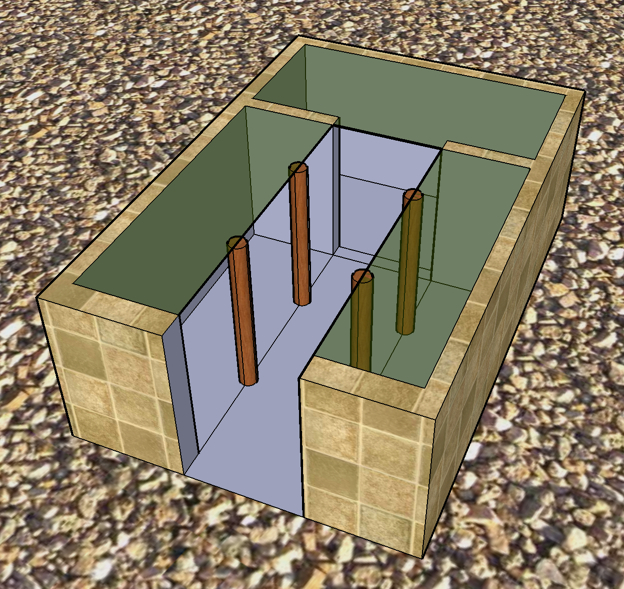
Plattegrond van een vierkamerhuis.

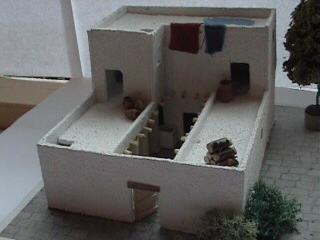
Model van een ruim Israëlitisch pilarenhuis. Deze woning dateert uit ca. 900 v.Chr.

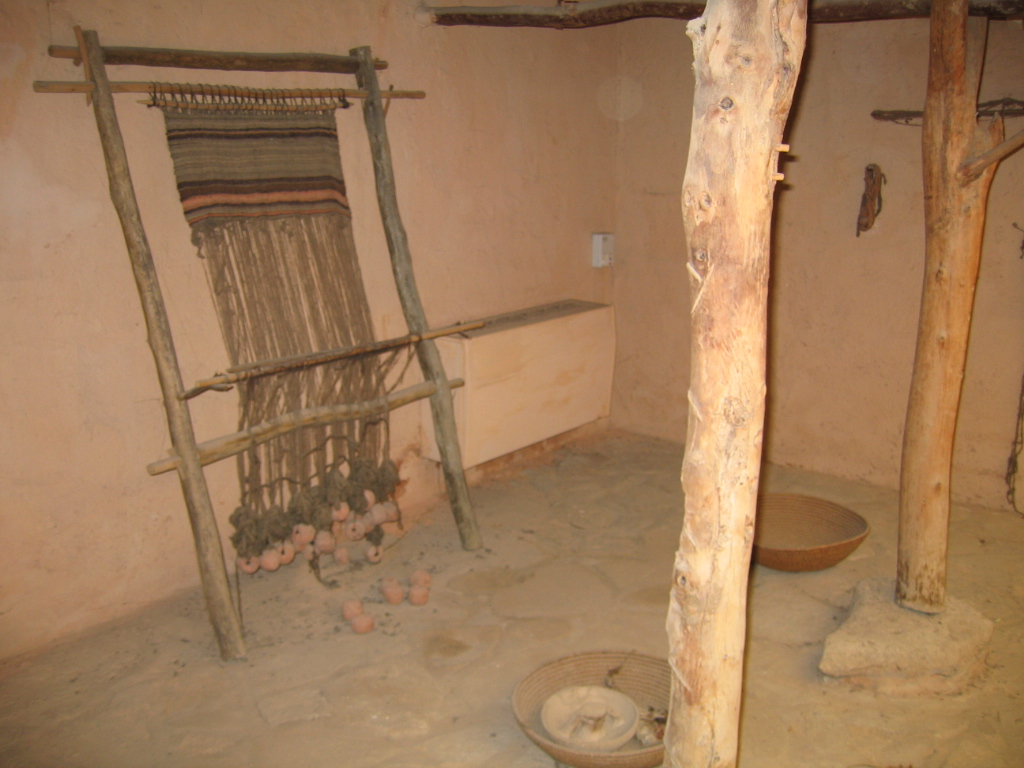
Reconstructie van het interieur van een vierkamerhuis. Eretz Israel Museum, Tel Aviv, Israel

Het vierkamerhuis of pilarenhuis was een gangbaar woningtype in de Levant tijdens de IJzertijd. Het woningtype dankt zijn naam aan de opdeling in vier afzonderlijke ruimten of kamers. Drie kamers van deze kamers liggen in de lengte naast elkaar, terwijl de vierde aan het eind van de drie andere ligt over de gezamenlijke breedte van die vertrekken. Van de middelste ruimte van de drie parallelle, wordt gewoonlijk verondersteld dat het een niet-overdekte binnenplaats was. Archeologisch onderzoek heeft zowel overblijfselen van woningen met dunne als met dikke muren aan het licht gebracht. Aangenomen wordt dat dikke muren duiden op een bovenverdieping. Dunne muren kunnen onmogelijk een bovenverdieping hebben gedragen.
De huizen waren gewoonlijk gemaakt van leem en klei, de fundamenten soms van natuursteen. De kamers links en rechts van de binnenplaats rustten op houten pilaren (vandaar de alternatieve benaming pilarenhuis). In deze ruimten werden de dieren gehouden en was de werkplaats gevestigd. De heer des huizes en zijn gezin bewoonden de bovenverdieping die te bereiken was met een houten trap. Soms was er ook een speciaal gastenverblijf. Er leidde ook een trap naar het dak, waar de familie tijdens de warme zomeravonden verbleef. Om te voorkomen dat er ongelukken gebeurden, werden er opstaande dakranden aangebracht. De ingang van het huis bevond zich aan de voorkant van de binnenplaats.
De huizen waren niet erg groot. Tien bij tien meter lijkt de standaard maat te zijn geweest. Kenmerkend voor de pilarenhuizen is dat ze in steden dicht op elkaar zijn gebouwd. Vaak deelde men de zijmuren met de buren: bij noodweer bleef de schade dan beperkt.
In een latere periode, wanneer de huizenbouw onder invloed kwam staan van de Perzen en Grieken, werden de vloeren van de huizen van de rijken versierd met kostbare mozaïeken en nam de omvang van de huizen aanzienlijk toe.